# Korbinian Köberle
Korbinian Köberle (* 1. Dezember 1924 in Augsburg) ist ein deutscher Regisseur, Drehbuchautor und Schauspieler.

## Leben und Wirken
Nach der Teilnahme am Zweiten Weltkrieg und der anschließenden Kriegsgefangenschaft absolvierte Korbinian Köberle seine Ausbildung zum Schauspieler 1948 an der Schauspielschule Zerboni in Gauting. Zunächst übte er diesen Beruf in Esslingen aus, wandte sich dann aber der Regie zu. Er begann als Regieassistent von Erich-Fritz Brücklmeier am Staatstheater Stuttgart, wo er zunächst auch noch als Schauspieler arbeitete. Er debütierte 1954 mit der Inszenierung Pygmalion bei den Kammerspielen Worms. Ab 1955 wirkte er als Regieassistent beim Bayerischen und später als Regisseur beim  Süddeutschen Rundfunk. 1962 wechselte er zum ZDF und betätigte sich dort vorwiegend in den Genres Komödie und Dokumentarspiel. Auch als Drehbuchautor war er wiederholt für Fernsehfilme und -serien tätig.

## Filmografie (Auswahl)

### Regie
- 1960: Letzte Etage (Fernsehfilm)
- 1960: 15 Jahre Frieden (Fernsehfilm)
- 1960: Bummel am Abend (Fernsehfilm)
- 1961: Was ich noch sagen wollte... (Fernsehfilm)
- 1961: Durch die Blume (Fernsehfilm)
- 1961: Simsalabim (Fernsehfilm)
- 1961–1962: Komische Geschichten mit Georg Thomalla (Fernsehserie, 3 Folgen)
- 1961–1962: Schlager von morgen? (Fernsehserie, 2 Folgen)
- 1962: Nacht der offenen Tür (Fernseh-Kurzfilm)
- 1963: Teufelskreise (Fernsehfilm)
- 1963: Ein Königreich für ein Bett (Fernsehserie, 1 Folge)
- 1964: Die Patentlösung (Fernsehfilm)
- 1964: Die Brücke von Estaban (Fernsehfilm)
- 1964: Schuß in D-Moll (Fernsehfilm)
- 1964: Um Antwort wird gebeten (Fernsehfilm)
- 1964: Clicquot & Co. (Fernseh-Kurzfilm)
- 1964: Der Arzt wider Willen (Fernsehfilm)
- 1965: Damen und Husaren (Fernsehfilm)
- 1965: Cigalon (Fernsehfilm)
- 1965: Der Diplomat auf Eis (Fernsehfilm)
- 1965: Jennifer...? (Fernsehfilm)
- 1965: Mittagessen im Park (Fernsehfilm)
- 1965: Wir erwarten Besuch (Fernsehfilm)
- 1965: Der Graue (Fernsehfilm)
- 1966: Der Witzbold (Fernsehfilm)
- 1966: Der letzte Raum (Fernsehfilm)
- 1967: Josephine (Fernsehfilm)
- 1967: Asche und Glut (Fernsehfilm)
- 1967: Der Brief des Don Juan (TV Short)
- 1967: Freitag muß es sein (Fernsehfilm)
- 1968: Kirschen für Rom (Fernsehfilm)
- 1968: Das Berliner Zimmer (Fernsehfilm)
- 1968: Der Sommer der 17. Puppe (Fernsehfilm)
- 1969: Gnade für Timothy Evans (Fernsehfilm)
- 1969: Frei bis zum nächsten Mal (Fernsehfilm)
- 1970: August der Starke – Ein ganzes Volk nennt ihn Papa (Fernsehfilm)
- 1970: Unwichtiger Tag (Fernsehfilm)
- 1971: Kassensturz (Fernsehfilm)
- 1971: Tingeltangel (Fernsehserie, 1 Folge)
- 1972: Amouren (Fernsehfilm)
- 1972: Einfach davonsegeln! (Fernsehfilm)
- 1974: Der widerspenstige Heilige (Fernsehfilm)
- 1974: Nebel (Fernsehfilm)
- 1976: Die liebe Familie (Fernsehfilm)
- 1976: Der Herr der Schöpfung (Fernsehfilm)
- 1977: Café Hungaria (Fernsehserie, 3 Folgen)

### Drehbuch
- 1961–1962: Komische Geschichten mit Georg Thomalla (Fernsehserie, 4 Folgen)
- 1964: Die Patentlösung (Fernsehfilm)
- 1964: Um Antwort wird gebeten (Fernsehfilm)
- 1964: Clicquot & Co. (Fernseh-Kurzfilm)